# Półkula północna

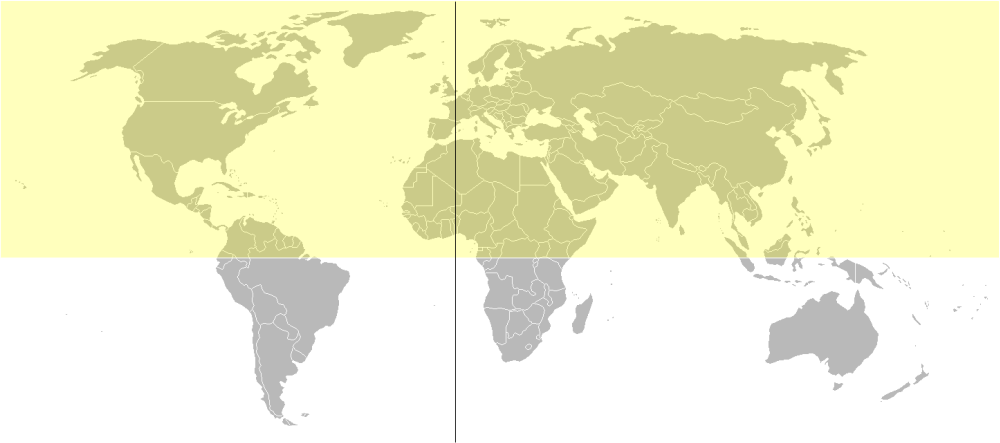
Półkula północna

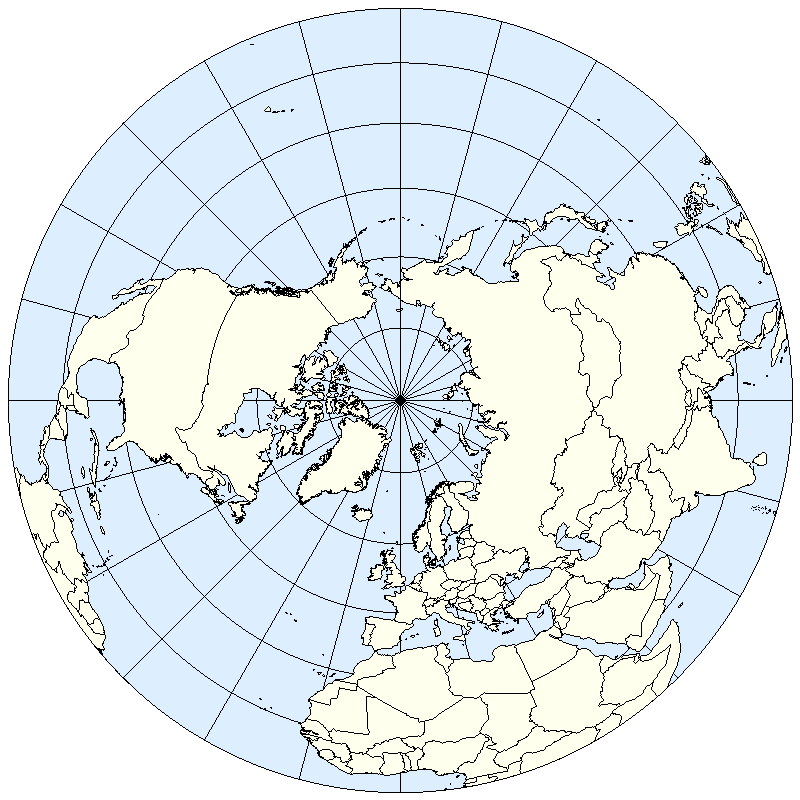
Półkula północna

Półkula północna – część kuli ziemskiej, półkula położona na północ od równika. Obejmuje szerokości geograficzne od 0° do 90°N.
Półkula północna obejmuje większą część lądów kuli ziemskiej. Stanowią one 39,4% jej powierzchni. Natomiast oceany stanowią 60,6% powierzchni. Na półkuli północnej położone są kontynenty: Europa, Azja, Ameryka Północna (w całości) oraz Ameryka Południowa, Afryka (częściowo). Na tej półkuli zamieszkuje zdecydowana większość ludności świata.
Większość krajów na półkuli północnej to kraje wysoko rozwinięte (18 krajów z 20 pod względem krajowego produktu brutto wywodzi się z półkuli północnej), czyniąc półkulę północną o wiele bogatszą od południowej.

## Kontynenty znajdujące się na półkuli północnej
- całość Europy
- całość Ameryki Północnej, Ameryki Środkowej i Karaibów
- zdecydowana większość Azji, z wyjątkiem Timoru Wschodniego i Indonezji
- 2/3 Afryki.
- 1/10 z Ameryki Południowej.